# مقاطعة ستيلي (مينيسوتا)
مقاطعة ستيلي (بالإنجليزية: Steele County)‏ هي إحدى مقاطعات ولاية مينيسوتا في الولايات المتحدة الأمريكية.

## أعلام
- لين جوزيف فريزر